# Parhypochthonius africanus
Parhypochthonius africanus är en kvalsterart som beskrevs av Balogh 1958. Parhypochthonius africanus ingår i släktet Parhypochthonius och familjen Parhypochthoniidae. Inga underarter finns listade i Catalogue of Life.